# ジ-tert-ブチルペルオキシド
ジ-tert-ブチルペルオキシド (Di-tert-butyl peroxide = DTBP) は二つの tert-ブチル基の間をペルオキシ基 (-O-O-) で結合した有機化合物である。かさ高い tert-ブチル基のため、最も安定な有機過酸化物の一つであり、無色の液体である。

## 反応
ペルオキシ結合は、100°Cを超える温度でホモリシス (分子の中心で開裂して二つの同じラジカルになること)を受ける。 このため、ジ-tert-ブチルペルオキシドは、有機合成および高分子化学の分野でラジカル開始剤として一般的に使用される。 分解反応は、メチルラジカルの生成を介して進行する。 
(CH3)3COOC(CH3)3 → 2 (CH3)3CO.
(CH3)3CO. → (CH3)2CO + CH3.
2 CH3. → CH3-CH3
DTBPは、分子が酸化剤と燃料の両方を兼ねているため、原則として酸素が制限されているエンジンに使用できる。

## 毒性
鼻、目、皮膚に対して刺激性がある。可燃性なので注意深く取り扱う必要がある。